# نشيد تشيلي الوطني
نشيد تشيلي الوطني (بالإسبانية: Himno Nacional de Chile)‏ ويعرف أيضا باسم «الأغنية الوطنية» (بالإنجليزية: Canción Nacional)‏. اعتمد النشيد في تاريخه قصيدتين ولحنين شكلت ثلاث نسخ مختلفة. تم تأليف النسخة الحالية بألحان رامون كارنيسر وكلمات يوزيبيو ليو، وبه ستة أجزاء بالإضافة إلى اللازمة.

## النشيد الوطني الأول
يعود تاريخ النشيد الوطني التشيلي الأول إلى عام 1819، عندما دعت الحكومة إلى تأليف موسيقى وكلمات لهذا الغرض في 19 يوليو من ذلك العام.
قام الملحن مانويل روبليس والشاعر برناردو دي فيرا إي بنتادو بتنفيذ هذه المهمة وعزفوا «الأغنية الوطنية» في 20 أغسطس 1820 في مسرح دومينغو أرتياغا، ولكن مؤرخين آخرين يزعمون أنه تم عزفها وغناءها خلال احتفالات سبتمبر 1819.
تم ترنيمة النشيد الأول حتى عام 1828،  عندما تم استبدالها بالنشيد الحالي.

## النشيد الوطني الثاني

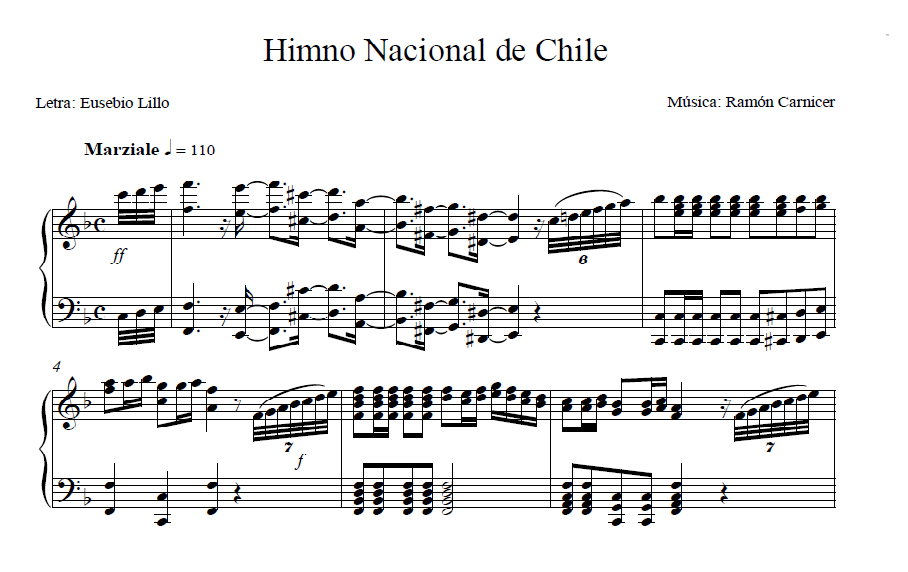
"نشيد تشيلي الوطني"، افتتاحية البيانو.

تم تأليف النشيد الوطني التشيلي الثاني من قبل الملحن الإسباني رامون كارنيسر عندما كان منفيا في إنجلترا بسبب أفكاره الليبرالية. تقابل معه ماريانو إغانيا، سفير تشيلي في لندن وقتها، وطلب من كارنيسر تأليف لحن جديد مع النص الأصلي لبرناردو دي فيرا، حيث تلقى اللحن الأصلي لروبليس الانتقادات.
ربما كتب الموسيقار الإسباني العمل بحلول عام 1827، وهو التاريخ الذي عاد فيه إلى برشلونة، وعزف نشيده أول مرة في سانتياغو يوم 23 ديسمبر 1828 في مسرح أرتياغا.
بعد سنوات، في عام 1847، عهدت الحكومة التشيلية للشاعر الشاب يوسيبيو ليو بكتابة نص جديد يحل محل قصيدة فيرا إي بنتادو المعادية لإسبانيا، وتم الاحتفاظ باللازمة بعد تحليلها من قبل أندريس بيو. تم تعديل الكلمات قليلا في عام 1909.
أدرج القسم الثالث رسمياً في عهد حكومة أوغستو بينوشيه العسكرية (1973-1990) لمدحه القوات المسلحة والشرطة الوطنية (Carabiners). بعد نهاية نظام بينوشيه في عام 1990، يتم غناء الجزء الثالث في الأحداث العسكرية فقط. كما أن أنصار النظام العسكري السابق غنوا النشيد مع الآية الثالثة في الاحتفالات الخاصة والتجمعات.
في الاحتفالات بمناسبة عودة الديمقراطية في مارس 1990 في ملعب خوليو مارتينيز برادانوس الوطني في سانتياغو، تم عزف النشيد بلحنه الحالي، ورفعت النغمة إلى فا عالية (النسخة الرسمية الملكية الموسيقية للنشيد) وهو اللحن الأصلي للنشيد الثاني من كارنيسر، ولكن باستخدام كلمات 1847، باستثناء اللازمة الأصلية للنشيد عام 1819. كانت هذه النسخة التي تم بثها عند بداية ونهاية عرض برامج محطات التلفزيون التشيلي من عام 1991 إلى عام 2013. الآن يتم عزف النشيد بنغمة دو عالية عند بداية ونهاية البث.
جو والش، الموسيقار الشهير الذي كان جزءا من فرقة الروك الأمريكية إيغلز، غنى النشيد الوطني التشيلي في مباراة فريق لوس أنجلوس آنجلز للبيسبول في أنهايم عام 2003.